# Hansgrohe
Hansgrohe SE er en tysk producent af sanitetsteknik som armaturer, brusere, termostater, udluftning og baderumstilbehør. Deres hovedkvarter er i Schiltach i Schwarzwald. I 2021 havde de 5.639 ansatte og en omsætning på 1,528 mia. euro. Virksomheden blev grundlagt i 1901 af Hans Grohe.